# Comuna Stahanivka, Pervomaiske
Stahanivka (în ucraineană Стаханівка) este o comună în raionul Pervomaiske, Republica Autonomă Crimeea, Ucraina, formată din satele Dalnie și Stahanivka (reședința).

## Demografie
Componența lingvistică a comunei Stahanivka
     Rusă (77,19%)
     Ucraineană (17,7%)
     Tătară crimeeană (3,66%)
     Alte limbi (0,35%)
Conform recensământului din 2001, majoritatea populației comunei Stahanivka era vorbitoare de rusă (77,19%), existând în minoritate și vorbitori de ucraineană (17,7%) și tătară crimeeană (3,66%).